# Барон Лайл

Герб баронів Лайл Вуттон з острова Вайт.

Герб баронів Лайл Ругемонт.

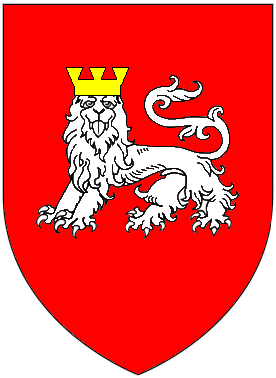
Герб баронів Лайл Кінгстон.

Герб лордів Берклі – баронів Лайл.

Герб Талботів – баронів і віконтів Лайл.

Герб лордів Грей – баронів і віконтів Лайл.

Барони Лайл (англ. - Baron Lisle) – титул ірландських та англійських аристократів, пери Ірландії. Цей титул п’ять разів створювався в Англії і один раз в Ірландії. 

## Історія баронів Лайл

### Перше створення титулу 1299 року
Вперше титул баронів Лайл було створено в 1299 році для Джона де Л’Айл Вуттона з острова Вайт, що потім мав володіння в Саутгемптоні (нині це графство Гемпшир). Прізвище його було французьке – де л’Іль (фр. - de l'Isle), латинізований варіант прізвища де Інсула (лат. - de Insula) – обидва варіанти означають «з острова». Ці феодали були також відомі під іменем де Боско (в перекладі «з лісу» - від германського bosk та французького bois). Це ім’я походить від лісистої місцевості в Вудетоні (Водінгтоні), що нині називається Вутон. Вважається, що ці феодали прибули на острів Вайт як васали норманського магната Річарда де Реверса (пом. 1107), що був лордом острова Вайт та бароном Плімптона, що в Девоні. Річард де Реверс був батьком Болдуїна де Реверса – І графа Девон. Потім після Реверсів лордами острова Вайт стали де Лайли. Джон де Лайл – ІІ барон Лайл (1281 – 1331) одружився з Розою де Корміл – дочкою та спадкоємицею сера Джона де Корміла з Трукстона (графство Гемпшир). Після цього шлюбу цей маєток став основною резиденцією баронів Лайл. Бартоломео де Лайл – ІІІ барон Лайл (1308 – 1345) одружився з Елізабет де Куртен – дочкою Х’ю де Куртена (1276 – 1340) – І (ІХ) графа Девон. Острів Вайт був проданий королю Англії Едуарду І. Острів продала Ізабель де Фрц – донька та спадкоємиця останнього графа Реверс. Гербом баронів Лайл з Вуттона були три золоті леви на блакитному фоні. Цей герб зберігся в церкві Трукстон – герб Джона де Лайл – V барона Лайл (1366 – 1408). Там зображені ще герби де Лайл, що були, можливо, свідченням шлюбів баронів де Лайл. Джона де Лайл – V барона Лайл двічі був депутатом парламенту – в 1401 та в 1404 роках. Останнім в роду баронів де Лайл був Джон де Лайл – ІХ барон Лайл (пом. 1523), його гробівець зберігся в церкві Трукстона, що в Гемпширі. 

### Друге створення титулу 1311 року
Вдруге титул баронів Лайл було створено для лорда де Лайла Ругемонта – для лорда з іншої родини, не пов’язаної з попередніми баронами Лайл. Ця родина походить з острова Елі, що Кембридширі, Східна Англія. Там вони були орендарями земель, що належали єпископу Елі. Резиденцією цих баронів Лайл став замок Ругемонт, що в парафії Вітон, Північний Йоркшир. 

### Третє творіння титулу 1357 року
Втретє титул баронів Лайл створили в 1357 році для лорда Лайл Кінгстона з парафії Спаршолт, що в Беркширі (нині це Оксфордшир). Ця родина була молодшою гілкою баронів Лайл Ругемонт. Роберт де Лайл Ругемонт одружився з Алісою Фіцджеральд – онукою Генрі Фіцджеральда (пом. у 1173 чи 1174 році), спадкоємицею володінь Кінгстон, що в Спаршолті. У 1269 році Аліса подарувала маєток Кінгстон своєму молодшому синові Джеральду І де Лайл. Родина його прийняла герб Фіцджеральдів – лев у короні. Онуком Джеральда був Джеральд ІІ де Лайл (1305 – 1360), якого і нагородини титулом барона Лайл у 1357 році.

### Шосте творіння 1758 року
Останнє творення титулу відбулося в Ірландії в 1758 році, коли Джон Лісет, що з Маунтнорта (графство Корк) був нагороджений титулом барона Лайл. Він був депутатом парламенту Ірландії, Палати Громад від Чарльвіля (графство Корк). На сьогодні титулом барона Лайл володіє його нащадок – ІХ барон Лайл, що успадкував титул від свого батька в 2003 році. 

## Династії баронів Лайл

### Барони Лайл, перше творення титулу 1299 року
- Джон Лайл (пом. 1304) – І барон Лайл
- Джон Лайл (1281 – 1337) – ІІ барон Лайл

### Барони Лайл, друге творення титулу 1311 року
- Роберт Лайл (1288 – 1344) – І барон Лайл Ругемонт
- Джон Лайл (бл. 1318 – 1355) – ІІ барон Лайл Ругемонт
- Роберт Лайл (1334 – 1399) – ІІІ барон Лайл  Ругемонт
- Вільям де Лайл (пом. 1428) – IV барон Лайл Ругемонт

### Барони Лайл, третє творення титулу 1357 року
- Джерард Лайл (1305 – 1360) – I барон Лайл
- Варін Лайл (1333 – 1382) – II барон Лайл
- Маргарет Лайл (1360 – 1392) – III баронеса Лайл
- Елізабет Берклі (бл. 1386 – 1422) – IV баронеса Лайл

### Барони Лайл, четверте творення титулу 1444 року
- Джон Талбот (1426 – 1453) – І барон Лайл, І віконт Лайл (нагороджений титулом віконт Лайл у 1451)
- Томас Талбот (1443 – 1470) – ІІ барон Лайл, ІІ віконт Лайл
- Елізабет Талбот (пом. 1487) – ІІІ баронеса Лайл
- Едвард Грей (пом. 1492) – І віконт Лайл
- Джон Грей (1480 – 1504) – IV барон Лайл
- Елізабет Грей (1505 – 1519) – V баронеса Лайл
- Елізабет Грей (бл. 1483 – бл. 1525) – VI баронеса Лайл

### Барони Лайл, п’яте творення титулу 1561 року
- Амвросій Дадлі (1528 – 1590) – І барон Лайл, ІІІ граф Ворвік

### Барони Лайл, шосте творення титулу 1758 року
- Джон Лісет (1702 – 1781) – І барон Лайл
- Джон Лісет (1729 – 1798) – ІІ барон Лайл
- Джон Лісет (1781 – 1834) – ІІІ барон Лайл
- Джордж Лісет (1783 – 1868) – IV барон Лайл
- Джон Артур Лісет (1811 – 1898) – V барон Лайл
- Джордж Вільям Джеймс Лісет (1840 – 1919) – VI барон Лайл
- Джон Ніколас Горас Лісет (1903 – 1997) – VII барон Лайл
- Патрік Джеймс Лісет (1931 – 2003) – VIII барон Лайл
- Ніколас Джеффрі Лісет (нар. 1960) – IX барон Лайл

Спадкоємцем є брат теперішнього власника титулу Девід Джеймс Лісет (нар. 1963). Наступним спадкоємцем є його син Джордж Габріель Ебботт Лісет (нар. 1997).